# 1998 KY26
1998 KY26 — близкий к сферической форме астероид, классифицируемый как член группы «Аполлон». Он имеет диаметр около 30 метров и очень быстро вращается вокруг своей оси (период вращения всего 10,7 минут). Впервые он был обнаружен 2 июня 1998 года в рамках обзора Spacewatch в Национальной обсерватории Китт-Пик.
Орбита объекта хорошо изучена, так как он наблюдался в 2002 году Гавайской обсерваторией, а с 10 по 15 декабря 2020 года его наблюдали Паранальская обсерватория, обсерватория Ла-Пальма и обсерватория Мауна-Кеа.

## Физические свойства
Физические свойства этого объекта были получены международной группой астрономов во главе с доктором Стивеном Остро из Лаборатории реактивного движения с использованием радиотелескопа в Калифорнии и оптических телескопов в Чехии, на Гавайях, в Аризоне и в Калифорнии. 1998 KY26 является потенциально металлическим астероидом X-типа. Оптические и радарные наблюдения указывают на то, что это объект, богатый водой.
По данным фотометрии кривой блеска в 1998 году, получен период вращения объекта вокруг своей оси всего в 10,7 минут, что считалось одним из самых коротких дней среди всех известных объектов Солнечной системы в то время. Большинство астероидов с известной скоростью вращения имеют периоды, измеряемые часами. Из-за этого предполагается, что структура астероида больше представляет собой монолит, нежели кучу «щебня».

## Миссия «Хаябуса-2»
Предполагается, что автоматическая межпланетная станция «Хаябуса-2» пролетит около 1998 KY26 в июле 2031 года. Данный пролёт станет первым, при котором изучался микроастероид с большой скоростью вращения, а также самый маленький из когда-либо изучавшихся астероидов.